# Ceratozetes figuratus
Ceratozetes figuratus är en kvalsterart som först beskrevs av Ewing 1909.  Ceratozetes figuratus ingår i släktet Ceratozetes och familjen Ceratozetidae. Inga underarter finns listade i Catalogue of Life.